# Asesinato de Haley Anderson
Haley Anderson (Westbury, Nueva York; 9 de mayo de 1995 - Binghamton, Nueva York; 8 de marzo de 2018) era una joven estudiante de enfermería estadounidense de la Universidad de Binghamton. Fue asesinada el 8 de marzo de 2018 por su compañero Orlando Tercero en su apartamento fuera del campus. Tercero huyó a Nicaragua tras estrangular a Anderson, donde fue capturado por la policía y finalmente condenado.

## Antecedentes

### Haley Anderson
Haley Anderson era natural de Westbury, localidad del condado de Nassau, en Long Island (Nueva York), hija de Karen y Gordon Anderson y hermana mayor de Madeline Anderson. En marzo de 2018, tenía veintidós años y cursaba el quinto año de enfermería. Mientras asistía a la Universidad de Binghamton, trabajó en Jazzman's, una cafetería dentro del campus, durante más de tres años. Tenía previsto graduarse en mayo de 2018 y tenía un trabajo concertado con Northwell Health, en una sala de urgencias de uno de sus hospitales de Long Island. Sus amigos describieron a Anderson como trabajadora, amable y compasiva, con amor por la música.

### Orlando Tercero
En marzo de 2018, Orlando Tercero era un estudiante de enfermería de veintidós años de la misma universidad. Tenía doble nacionalidad nicaragüense y estadounidense, y su nombre completo era Orlando Enrique Tercero Moreno.

### Relación anterior e incidente
Tercero era sospechoso de haber rajado los neumáticos del coche de Anderson el 16 de septiembre de 2017, causando unos 600 dólares en daños. El informe policial incluía algunos detalles sobre la relación de Tercero y Anderson: habían salido previamente durante un período intermitente de un año y medio. Además, un día antes, el 15 de septiembre, Anderson asistió a una fiesta en la residencia de Tercero, donde la confrontó sobre su nueva relación con un amigo en común. Según el informe policial, el enfrentamiento en la fiesta transcurrió de la siguiente manera: Tercero le gritó a Anderson y luego le ofreció alcohol en un intento de suavizar las cosas. Anderson se negó a presentar cargos por el incidente del pinchazo.

### Asesinato y actos posteriores
Tercero asesinó a Anderson por estrangulamiento manual el 8 de marzo de 2018, en su apartamento de Oak Street en el lado oeste de Binghamton, una ciudad en el condado de Broome. Fue asfixiada por compresión manual del cuello, y estrangulamiento por ligadura debido al collar que llevaba. El motivo del asesinato fueron probablemente los celos, ya que Anderson había dejado de salir con él.
Anderson visitó el apartamento de Tercero tras una noche de fiesta con amigos. Había estado bebiendo y probablemente estaba durmiendo cuando éste la atacó. Las imágenes de vigilancia mostraban a Anderson y Tercero entrando en su apartamento a primera hora de la mañana del 8 de marzo, y a Tercero saliendo solo horas después. Condujo hasta el Aeropuerto Internacional John F. Kennedy y embarcó en un vuelo con destino a Nicaragua. Tercero pudo haber intentado suicidarse ahorcándose después de matar a Anderson pero antes de salir de su apartamento. La policía encontró una nota en la que pedía disculpas a su familia. 
La hermana de Tercero llamó al 9-1-1 tras recibir un mensaje de texto preocupante de él en la mañana del 9 de marzo. La policía realizó un control de bienestar en el domicilio de Tercero, pero no contactó con él y se marchó. Cuando Anderson no regresó a casa, sus compañeras de piso se preocuparon. El 9 de marzo rastrearon su teléfono hasta el apartamento de Tercero, entraron por una ventana y encontraron su cuerpo en la cama de Tercero, con graves contusiones en el cuello y los brazos. Llamaron al 9-1-1, lo que llevó a la policía al apartamento por segunda vez ese día.
El cuerpo de Anderson fue encontrado por la policía el viernes 9 de marzo a las 12:53 horas, después de que llevaran a cabo un control de bienestar en el apartamento de Tercero. Su muerte fue declarada homicidio el sábado 10 de marzo después de que se llevara a cabo una autopsia en el Hospital Lourdes de Binghamton. La policía emitió un comunicado ese día: "La víctima y el estudiante tenían una relación doméstica/romántica previa. La investigación determinó que la persona de interés había salido de Estados Unidos en un vuelo internacional, antes del descubrimiento del cuerpo sin vida de Haley Anderson".
El domingo 11 de marzo, Tercero fue nombrado oficialmente sospechoso por el Departamento de Policía de Binghamton, que también declaró que Tercero huyó a Nicaragua. El fiscal de distrito del condado de Broome, Steve Cornwell, dijo que su oficina iba a solicitar una acusación de un gran jurado en el caso, para posteriormente solicitar una orden de arresto contra él. Según Cornwell, la orden iba a ser presentada al Departamento de Estado de los Estados Unidos, remitiendo al gobierno nicaragüense la solicitud de extradición de Tercero.
El lunes se cancelaron las clases para los estudiantes de último curso de enfermería a raíz de la muerte de Anderson. También el lunes 12 de marzo, el presidente de la institución, Harvey Stenger, y el decano de la Escuela de Enfermería Decker, Mario Ortiz, emitieron declaraciones lamentando la muerte de Anderson y dando el pésame a sus amigos y familiares.
Tercero fue detenido por la Policía Nacional de Nicaragua el martes 13 de marzo en el Hospital de León. Había entrado en el país el viernes 9 de marzo a las 15:55 horas. Tercero intentó suicidarse después de matar a Anderson y fue ingresado en un hospital psiquiátrico a su llegada a Nicaragua. Tras ser detenido en el hospital, Tercero fue trasladado a la Dirección de Auxilio Judicial de Managua.
El 17 de marzo, en el condado de Broome, Tercero fue acusado de asesinato en segundo grado, por lo que, de ser declarado culpable, podría enfrentarse a cadena perpetua. El Fiscal de Distrito del Condado de Broome también emitió oficialmente una orden de arresto contra Tercero. Además, el fiscal hizo pública la información de que los compañeros de habitación de Anderson la encontraron inicialmente inconsciente en el apartamento de Tercero en Oak Street. Estaban preocupados por Anderson y la buscaron; una vez que la encontraron, llamaron al 9-1-1, lo que desencadenó la investigación de la policía.

### Juicio, condena e intentos de extradición
En Nicaragua, Tercero fue acusado de feminicidio, haciendo su primera comparecencia ante el tribunal en septiembre de 2019. Tercero fue declarado culpable de feminicidio y se enfrentó a entre 25 y 30 años en una prisión nicaragüense. Finalmente fue condenado a 30 años. Su apelación para reducir su sentencia fue rechazada en marzo de 2020.